# 루시 데이커스
루시 데이커스(Lucy Dacus, 1995년 5월 2일 ~ )는 미국의 싱어송라이터, 기타리스트, 음악 프로듀서이다.

## 음반 목록

### 정규 음반
- No Burden (2016)
- Historian (2018)
- Home Video (2021)
- Forever Is a Feeling (2025)